# Усиление чирпированных импульсов

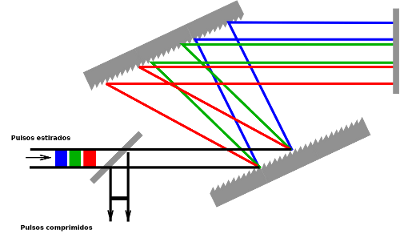
Усиление чирпированных импульсов. Диаграмма

Усиление чирпированных импульсов (англ. Chirped pulse amplification, CPA) — техника усиления ультракоротких лазерных импульсов вплоть до петаваттного уровня мощности путём растягивания широкополосного импульса в дисперсионной оптической системе (обычно — пара призм или дифракционных решеток) перед процессом усиления и последующего сжатия импульса после усиления оптической системой с обратной дисперсией (для сверхмощных импульсов в качестве такой системы возможно применение только дифракционных решёток и зеркал). CPA в настоящее время является основной техникой получения импульсов наибольшей мощности.
Усиление чирпированных импульсов было впервые предложено в 1985 году Жераром Муру и Донной Стрикланд. 2 октября 2018 года они получили за эту технологию Нобелевскую премию по физике.